# Sipyloidea fontanesina
Sipyloidea fontanesina är en insektsart som beskrevs av Giglio-Tos 1910. Sipyloidea fontanesina ingår i släktet Sipyloidea och familjen Diapheromeridae. Inga underarter finns listade i Catalogue of Life.